# Kovácsvágás
Kovácsvágás község Borsod-Abaúj-Zemplén vármegye Sátoraljaújhelyi járásában.

## Fekvése
A Zempléni-hegység középső részén helyezkedik el, a vármegyeszékhely Miskolctól közúton körülbelül 100 kilométerre északkeletre.
A közvetlenül szomszédos települések: észak felől Füzérradvány, északkelet felől Vilyvitány, kelet felől Mikóháza, dél felől Sárospatak, délnyugat felől Nagyhuta, nyugat felől Kishuta, északnyugat felől pedig Pálháza. Délkelet felől határos még Vágáshutával is, amely szinte enklávéként ékelődik be a határai közé.

### Megközelítése
Csak közúton érhető el, a 3719-es útból Pálháza lakott területének keleti peremén dél felé kiágazó 37 127-es számú mellékúton.

## Története
A települést 1427-ben említik először, a füzéri várhoz tartozott és a Perényiek birtoka volt. Ahogy a falu neve (és a szomszédos Vágáshuta településé) mutatja, erdőirtványon jött létre. A török időkben elpusztult, csak a 18. század második felében települt be újra.
Lakói főleg favágással, szénégetéssel foglalkoztak.

## Közélete

### Polgármesterei
- 1990–1994: Bodnár Ernő (független)[4]
- 1994–1998: Bodnár Ernő (független)[5]
- 1998–2002: Nagy Géza (független)[6]
- 2002–2006: Sándor Endre (független)[7]
- 2006–2010: Sándor Endre (független)[8]
- 2010–2014: Sándor Endre (független)[9]
- 2014–2019: Sándor Endre (független)[10]
- 2019–2024: Sándor Endre (független)[11]
- 2024– : Sándor Endre (Fidesz – Magyar Polgári Szövetség-KDNP)[1]

## Népesség
A település népességének változása:
| Lakosok száma | 679  | 678  | 667  | 617  | 555  | 574  | 575  |
|               | 2013 | 2014 | 2015 | 2021 | 2022 | 2023 | 2024 |

2001-ben a település lakosságának 80%-a magyar, 20%-a cigány nemzetiségűnek vallotta magát.
A 2011-es népszámlálás során a lakosok 76,1%-a magyarnak, 0,2% bolgárnak, 39,1% cigánynak, 0,3% németnek, 0,3% szlováknak mondta magát (23,3% nem nyilatkozott; a kettős identitások miatt a végösszeg nagyobb lehet 100%-nál). A vallási megoszlás a következő volt: római katolikus 24,8%, református 34,6%, görögkatolikus 2,3%, felekezeten kívüli 2% (32% nem válaszolt).
2022-ben a lakosság 92,8%-a vallotta magát magyarnak, 29,4% cigánynak, 0,5% németnek, 0,2-0,2% görögnek, örménynek, bolgárnak, ruszinnak és szlováknak, 1,3% egyéb, nem hazai nemzetiségűnek (7,2% nem nyilatkozott; a kettős identitások miatt a végösszeg nagyobb lehet 100%-nál). Vallásuk szerint 25,9% volt római katolikus, 27% református, 2,2% görög katolikus, 3,1% egyéb keresztény, 7,2% felekezeten kívüli (34,4% nem válaszolt).

## Látnivalók
- Református templom (1807–1815 között épült, késő barokk)
- Református temető műemlék sírkövekkel
- János vára-kilátó
- Csontképek kiállítása a tájházban (lásd még: Rozványi Dávid: Csontképek)
- Hét vezér fa szoborcsoport
- Kéményesi pincesor
- Tájház

## Környező települések
Vágáshuta (7 km), a legközelebbi város: Pálháza (kb. 5 km).

## Díszpolgárai
- Bárczay János[15]